# N.D. proti Sloveniji
N.D. proti Sloveniji (št. 16605/09) je primer, v katerem je Evropsko sodišče za človekove pravice (ESČP) potrdilo, da so bile pritožnici, v skladu z Evropsko konvencijo o človekovih pravicah, kršene pravice zaradi dolgotrajnega kazenskega postopka.

## Ozadje primera
Pritožnica je bila kot mladoletna oseba večkrat prisiljena v spolni odnos s strani svojega strica. O posilstvu je pritožnica obvestila socialno delavko na osnovni šoli, ta pa je obvestila lokalni Center za socialno delo, ki je obvestil policijo. Primer je od prihoda na sodišče in do pravnomočne obsodbe trajal devet let in dva meseca. 
Pritožnica je vložila tožbo in zahtevala odškodnino zaradi nepremoženjske škode, ki je nastala zaradi dolgotrajnega kazenskega postopka. Okrajno sodišče v Celju je dosodilo, da je bila pritožnici kršena pravica do sojenja v razumnem roku in v nadaljnji raziskavi je sodišče ugotovilo, da pritožnica ni imela učinkovitih pravnih sredstev, s katerimi bi lahko pospešila postopek. Državni pravobranilec se je na sodbo pritožil na Višje sodišče v Celju. Višje sodišče je spremenilo prvostopenjsko sodbo v delu, ki se nanaša na plačilo sodnih taks, preostali del pritožbe pa je zavrnilo.
Pritožnica trdi, da je država neučinkovito obravnavala njene pritožbe o spolnih zlorabah. Republika Slovenija je v svojih odgovorih zatrjevala, da pritožnica ni izčrpala vseh pravnih sredstev, ki jih ima pravico koristiti v Republiki Sloveniji in da ji je bila plačana odškodnina zaradi dolgotrajnega sojenja, zaradi česar pritožnica ni žrtev.

## Postopek
Sodišče si je postavilo vprašanje, ali je postopek trajal predolgo in ali je država izpolnila svoje pozitivne obveznosti v skladu z Evropsko konvencijo o človekovih pravicah in ugotovilo, da je postopek trajal predolgo, zlasti zaradi narave kaznivega dejanja storjenega zoper pritožnico, saj bi le-ta obravnava morala biti speljana prednostno in hitro zaradi mladosti pritožnice. 

## Odločitev ESČP
Sodišče je soglasno odločilo, da je pri tovrstnih primerih potrebna hitra odzivnost, specifična strokovnost in moralna satisfakcija tožnikov.